# Schizoproctochiton prior
Schizoproctochiton prior – wymarły gatunek mięczaka z gromady chitonów i rzędu Lepidopleurida; jedyny znany przedstawiciel rodzaju Schizoproctochiton zaliczanego do rodziny incertae sedis w obrębie podrzędu Lepidopleurina. Holotyp znaleziono we włoskich Dolomitach, datowany jest na trias późny.

## Systematyka
Gatunek ten opisał w 2005 roku włoski zoolog G.F. Laghi, nadając mu nazwę Schizoproctus prior i tworząc dla niego rodzaj Schizoproctus. Nazwa rodzajowa Schizoproctus okazała się jednak zajęta przez opisany w 1885 roku rodzaj widłonogów, toteż w 2020 roku E. Schwabe przemianował go na Schizoproctochiton.